# Бень, Тарас Григорьевич
Бень Тарас Григорьевич (3 января 1929, Кривой Рог — 7 февраля 2013, Днепропетровск) — советский и украинский инженер-экономист. Доктор экономических наук (1973), профессор (1974). Академик Академии экономических наук Украины (2001). Заслуженный работник образования Украины.

## Биография
Родился 3 января 1929 года в городе Кривой Рог Днепропетровской области.
Окончил среднюю школу № 40 в Кривом Роге. В 1951 году окончил Днепропетровский металлургический институт.
В 1951—1954 годах работал на Магнитогорском металлургическом заводе: инженер-экономист, старший инженер.
С 1954 года — в Днепропетровском металлургическом институте: ассистент, старший преподаватель, доцент, декан инженерно-экономического факультета, с 1963 года — заведующий кафедрой экономики промышленности.
Умер 7 февраля 2013 года в городе Днепропетровске.

## Научная деятельность
Проводил научные исследования в повышении эффективности капиталовложений, основных производственных фондов, использовании производственных мощностей в чёрной металлургии; планировании реконструкции, техническом перевооружении и повышении технико-экономического уровня металлургических производств; экономической оценке новых технологий и качестве металлопродукции; усовершенствовании хозяйственного рыночного механизма в металлургии.
4 мая 2001 года избран академиком Академии экономических наук Украины по специальности «Экономика промышленности» (Донецк).

### Научные труды
- Экономичные профили проката / М., 1963 (в соавторстве);
- Экономическая эффективность термического упрочнения проката и труб / М., 1974; 1985 (в соавторстве);
- Использование основных производственных фондов и проектных мощностей чёрной металлургии / Киев, 1974 (в соавторстве);
- Экономика доменного производства / М., 1983; 1992 (в соавторстве);
- Основи цінової політики й ціноутворення в промисловості / Дніпропетровськ, 1996;
- Эколого-экономическое обоснование инвестиционных проектов / Днепропетровск, 1998 (в соавторстве);
- Кафедра економіки промисловості (історичні нариси) / Дніпропетровськ: Пороги, 2002. — 452 с.

## Награды
- Заслуженный работник высшей школы УССР;
- Заслуженный работник образования Украины;
- Орден «За заслуги» (Украина) 3-й степени (7 сентября 1999)[3];
- Государственная стипендия выдающимся деятелям науки Украины (2008[4], 2011[5]).